# Кампофредо I (Кампобасо)
Кампофредо I је насеље у Италији у округу Кампобасо, региону Молизе.
Према процени из 2011. у насељу је живело 11 становника. Насеље се налази на надморској висини од 695 м.